# Just a Little Insane
Just a Little Insane är den första och enda singeln från Kristofer Åströms musikalbum Rainawaytown, utgiven 2007.

## Låtlista
1. "Just a Little Insane"
2. "Teenager in Love" (demo)